# الميفعة (ذمار)

تعديل مصدري - تعديل

الميفعة هي مدينة ومركز مديرية ميفعة عنس بمحافظة ذمار اليمنية، بلغ تعداد سكانها 926 نسمة حسب الإحصاء الذي أجري عام 2004.